# Malété
Malété ist ein Ort im westafrikanischen Staat Benin. Es liegt im Département Collines (Benin) und gehört verwaltungstechnisch zum Arrondissement Toui, welches wiederum der Gerichtsbarkeit der Kommune Ouèssè untersteht.
Innerhalb des Arrondissements wie auch des Départements liegt die Siedlung im äußersten Norden und ist vor Odo-Akaba der vorletzte, an der Fernstraße RNIE2 gelegene Ort, bevor die Grenze zum Département Borgou und zur Kommune Tchaourou überschritten ist. In südlicher Richtung liegen an der RNIE2 innerhalb des Arrondissements das Dorf Ogoutèdo und die namensgebende Stadt Toui.